# Super Garfield (film, 2009)
Série
Garfield, champion du rire
(2008)
Pour plus de détails, voir Fiche technique et Distribution.
Super Garfield ou Garfield : Une force de la nature au Québec (Garfield's Pet Force), est un téléfilm d'animation américano-coréen réalisé par Mark Dippé et sorti directement en DVD en 2009, mettant en scène le personnage de Garfield. Il fait suite à Reviens, Garfield ! et à Garfield, champion du rire. 

## Synopsis
Rien ne peut distraire Garfield quand il a faim. Sauf l'arrivée du héros, Garzooka qui arrive tout droit du monde des bandes dessinées avec des nouvelles terribles. Grâce à ses supers pouvoirs, Garfield va les aider à retrouver l'arme qui a été volée par la méchante Vetvix.

## Fiche technique
- Titre original : Garfield's Pet Force
- Titre français : Super Garfield
- Titre québécois : Garfield : Une force de la nature
- Réalisation : Mark Dippé
- Scénario : Jim Davis
- Musique : Kenneth Burgomaster
- Production : Mark Dippé, Ash R. Shah, John Davis, Brain Manis
- Pays  :  États-Unis
- Langue originale : Anglais
- Genre : Animation, comédie
- Durée : 76 minutes
- Dates de sortie :  États-Unis : 16 juin 2009,  France : 8 septembre 2010

## Distribution
- Frank Welker : Garfield / Garzooka
- Wally Wingert : Jon Arbuckle / Empereur Jon
- Gregg Berger : Odie / Odious
- Jason Marsden : Nermal / Abnermal
- Neil Ross : Wally / Charles / Professeur Wally
- Audrey Wasilewski : Arlène / Starlena
- Stephen Stanton : Randy
- Greg Eagles : Ellie
- Fred Tatasciore : Billy Bear / Wald / Éric
- Vanessa Marshall : Vetvix

### Voix françaises
- Gérard Surugue : Garfield / Garzooka
- Bruno Choël : Jon Arbuckle / l'empereur Jon
- Eric Peter : Professeur Wally
- Véronique Soufflet : Vetvix
- Caroline Combes : Betty
- Gilbert Levy : Elie, voix additionnelles
- Éric Missoffe : Odious